# Rayville (Louisiana)
Rayville település az Amerikai Egyesült Államok Louisiana államában, Richland megyében, melynek megyeszékhelye is. Lakosainak száma 3347 fő (2020. április 1.).

## Népesség
A település népességének változása:

| 2010 | 3 695 |
| 2020 | 3 347 |